# Тамбовка (Астраханская область)
Тамбовка — село в Харабалинском районе Астраханской области России, административный центр Тамбовского сельсовета.

## География
Село расположено на двух Бэровских буграх и двух межбугровых долинах на левом берегу реки Ашулук в 12 километрах к юго-востоку от города Харабали. Восточная граница села ограничена автодорогой Астрахань — Ахтубинск — Волгоград.

## История
Село основано в начале XIX века. В мае 1827 казенными крестьянами добровольно переселившимися из Тамбовской и Воронежской губерний в большинстве из деревни Отделец Костино. Подробности в книге «К истории Астраханской губернии»—тамбовчанина писателя, участника ВОВ, инж.полковника в отставке Декина Николая Ивановича. B 1927 году была создана на территории села коммуна «Рассвет», a в 1930 году она была преобразована в колхоз «Ленинский путь». B селе был образован рыболовецкий колхоз «Большевик». B 1957 году колхозы «Большевик» и «1 мая» (село Баста) были объединены с колхозом «Ленинский путь». В село Тамбовка были переселены жители села Баста.

## Население
| 2002 | 2010  | 2011  | 2012  |
| ---- | ----- | ----- | ----- |
| 3544 | ↘2431 | ↗2487 | →2487 |

## Социальная сфера
В селе действуют поликлиника, дом культуры, средняя школа, детский сад, детская школа искусств

## Известные жители и уроженцы
- Зибров, Иван Никифорович (1917—2002) — Герой Советского Союза.
- Камнев, Георгий Захарович (1925—1998) — Герой Социалистического Труда.